# Drassanes
Drassanes – stacja metra w Barcelonie, na linii 3. Stacja została otwarta w 1968.